# Le Secret du père Brown
Le Secret du père Brown est un recueil de huit nouvelles policières et deux textes d'encadrement de Gilbert Keith Chesterton qui met en scène son détective catholique, le père Brown. L'ouvrage paraît chez l’éditeur Cassell and Co., à Londres, Angleterre, en 1927.
Il s'agit de nouvelles enquêtes du père Brown qui suivent celles de L'Incrédulité du père Brown. Elles ont été d'abord publiées, de façon irrégulière, dans les mensuels The Story-Teller et The Cassell's Magazine, entre avril 1925 et janvier 1927. Toutefois, les deux textes d'encadrement introductif et conclusif du recueil, intitulés respectivement Le Secret du père Brown et Le Secret de Flambeau, restent inédits jusqu'à la parution de l'ouvrage.
Dans le recueil, Chesterton modifie volontairement l'ordre chronologique de parution des nouvelles dans les mensuels.
La réception critique de ce recueil marque un tournant dans l'accueil réservé aux enquêtes du père Brown. En effet, dans ce recueil de 1927, « l'inspiration de Chesterton s'était épuisée au fil du temps et plusieurs critiques notent une baisse de qualité ».

## Contenu du recueil
Le recueil The Secret of Father Brown (1927) (Le Secret du père Brown) regroupe les textes suivants :
The Secret of Father Brown (texte d'encadrement introductif), publié dans The Secret of Father Brown, 1927 (Le Secret du Père Brown)
1. The Mirror of the Magistrate, publiée dans The Cassell's Magazine, avril 1925 (Le Miroir du magistrat)
2. The Man With Two Beards, publiée dans The Cassell's Magazine, mai 1925 (L'Homme aux deux barbes)
3. The Song of the Flying Fish, publiée dans The Cassell's Magazine, août 1925 (Le Chant des poissons volants)
4. The Actor and the Alibi, publiée dans The Cassell's Magazine, mars 1926 (L'Actrice et l'Alibi)
5. The Vanishing of Vaudrey, publiée dans The Story-Teller, janvier 1927 (La Disparition de Vaudrey)
6. The Worst Crime in the World, publiée dans The Cassell's Magazine, avril 1926 (Le Crime le plus odieux qui soit)
7. The Red Moon of Meru, publiée dans The Story-Teller, février 1927 (Le Lune rouge de Méru)
8. The Chief Mourner of Marne, publiée dans The Cassell's Magazine, juillet 1925 (L'Endeuillé du château de Marne)

The Secret of Flambeau (texte d'encadrement conclusif), publié dans The Secret of Father Brown, 1927 (Le Secret de Flambeau)

## Édition française
- The Secret of Father Brown (1927) Publié en français sous le titre Le Secret du père Brown, Paris, Gallimard, 1929 ; réédition dans Détective du bon Dieu, Paris, Gallimard, 1954 ; réédition, Paris, LGF, Le Livre de poche bilingue no 8740, 1991 ; réédition, Paris, Lattès, 1995 ; réédition, Paris, Éditions Omnibus, 2008